# Totális intézmény
A totális intézmény olyan szociálisan zárt intézmény, ahol nagyobb számú, hasonló helyzetben lévő, a szélesebb társadalomtól jelentős időre elszakított ember együttesen él, és az élet összes eseménye egy téren belül, formális irányítás alatt zajlik. A totális intézményekben a magánélet erősen korlátozva van, mivel az élet minden aspektusa, beleértve a munkát, az alvást és a szórakozást, ugyanazon a helyen zajlik. A fogalmat leginkább Erving Goffman szociológus munkásságához kötik.

## A fogalom eredete
A fogalmat Erving Goffman kanadai szociológusnak tulajdonítják, aki 1957 áprilisában, a Walter Reed Intézet "Preventív és szociális pszichiátria" témájú szimpóziumán bemutatott "A totális intézmények jellemzőiről" című tanulmányában definiálta. A tanulmány egy kibővített változata megjelent Donald Cressey The Prison (A börtön) című gyűjteményében, illetve Goffman 1961-ben kiadott Asylums (Menedékhelyek) című gyűjteményében is újra megjelent. Fine és Manning azonban megjegyzi, hogy Goffman a kifejezést Everett Hughes előadásaiban hallotta, valószínűleg az 1940-es évek végén tartott "Munka és foglalkozások" című szemináriumán. Függetlenül attól, hogy Goffman alkotta-e a kifejezést, neki tulajdonítható a népszerűsítése.

## Típusai
A totális intézményeket Goffman öt kategóriába sorolta:
1. Ártalmatlan és önellátásra képtelen emberek gondozására létre hozott intézmények, pl. árvaház (lelencház, gyermekotthon, nevelőotthon), szegényház, idősotthon, hajléktalanszálló
2. Olyan ellátásra szoruló emberek gondozására létrehozott intézmények, amelyek lakói nem szándékos veszélyt jelentenek a környezetükre, pl. lepratelep, pszichiátriai zárt osztály, tbc-s betegeknek fenntartott tüdőszanatórium
3. A szélesebb társadalomra szándékos veszélyt jelentő(nek vélt) emberek elszigetelésére létrehozott intézmények. Ezek létrehozásakor a bentlakók jóléte nem, csak a környező társadalom megóvása a szempont. Ilyen pl. a koncentrációs tábor, a büntetés-végrehajtási intézet, a hadifogolytábor.
4. Olyan intézmények, melyben az embereket (hivatalosan) valamilyen feladat hatékonyabb elvégzése érdekében zárják össze, tehát fenntartásukat operatív, technikai szempontokkal indokolják. Pl. gyarmati telep, munkatábor, internátus, hajó, laktanya, de akár a nagyobb uradalmak szolgálati lakásaiból álló telepek is.
5. Olyan létesítmények, amelyek a világtól való elvonulás szolgálják, és gyakran a vallásban való elmélyülést is szolgálják (kolostor).

David Rothman szerint "a történészek megerősítették Goffman totálisintézmény-fogalmának érvényességét, amely minimalizálja a formális küldetésbeli különbségeket, hogy kihangsúlyozza a felépítésük, jellemzőik egységességét."